# Богатырёв, Владимир Петрович
Владимир Петрович Богатырёв (28 июля 1921 — после 2006) — первый главный инженер (1964—1982) компании «Кузбассразрезуголь». Лауреат Государственной премии СССР 1967 г. Депутат Верховного Совета СССР (1974—1979).
Участник Великой Отечественной войны, был тяжело ранен.
После излечения в госпитале окончил Днепропетровский горный институт, в который поступил еще в 1939 г.
Работал в угольной промышленности:
- 1946—1947 начальник участка угольного разреза «Карагандауглеразрез»;
- 1947—1951 главный инженер управления строительства Михайловского разреза комбината «Карагандауголь»;
- 1951—1959 главный инженер Бачатского разреза (Кемеровская область);
- 1959—1964 начальник Бачатского угольного разреза;
- 1964—1982 главный инженер комбината «Кузбасскарьеруголь», после переименования предприятия в ПО «Кемеровоуголь» — технический директор;
- 1982—1989 в НИИ «Кузбассгипрошахт»;
- 1990—2002 директор, консультант-советник ООО «Багран».

С 2002 г. на пенсии.
Автор разработок по технологии открытой угледобычи.
Организовал в Кемеровской области предприятие по добыче и переработке базальта ООО «Багран».
Награждён орденами Ленина, Трудового Красного Знамени, Октябрьской революции, «Знак Почёта», медалью «За доблестный труд». Полный кавалер Знака «Шахтерская слава». Лауреат Государственной премии СССР 1967 г. — за разработку и широкое внедрение новой технологии открытой добычи угля с применением гидравлических способов работ в сложных геологических и климатических условиях Кузбасса.
Депутат Совета Союза Верховного Совета СССР IX созыва (1974-1979) от Осинниковского избирательного округа № 197 Кемеровской области. Член Комиссии по строительству и промышленности строительных материалов Совета Союза.